# François Bourassa (musicien)
Pour les articles homonymes, voir François Bourassa et Bourassa.
François Bourassa est un musicien de jazz québécois né en 1959 à Montréal. Il est le fils de l'ex-premier ministre du Québec Robert Bourassa.
Pianiste jazz aux sonorités modernes influencé par la musique classique de l'époque romantique et contemporaine ainsi que par des pianistes tel Thelonius Monk, Chick Corea et Brad Mehldau.
On peut l'entendre à l'occasion avec l'Orchestre national de jazz de Montréal.

## Distinctions
- 1985 - Gagnant du concours du Festival de jazz de Montréal
- 2004 - Prix Opus du concert de l'année
- 2004 - Prix Opus du concert de l'année dans la catégorie jazz, musique du monde
- 2004 - Prix Félix de l'album jazz de l'année
- 2007 - Prix Oscar Peterson au Festival International de Jazz de Montréal